# 1 Warszawska Drużyna Harcerska im. Romualda Traugutta Czarna Jedynka

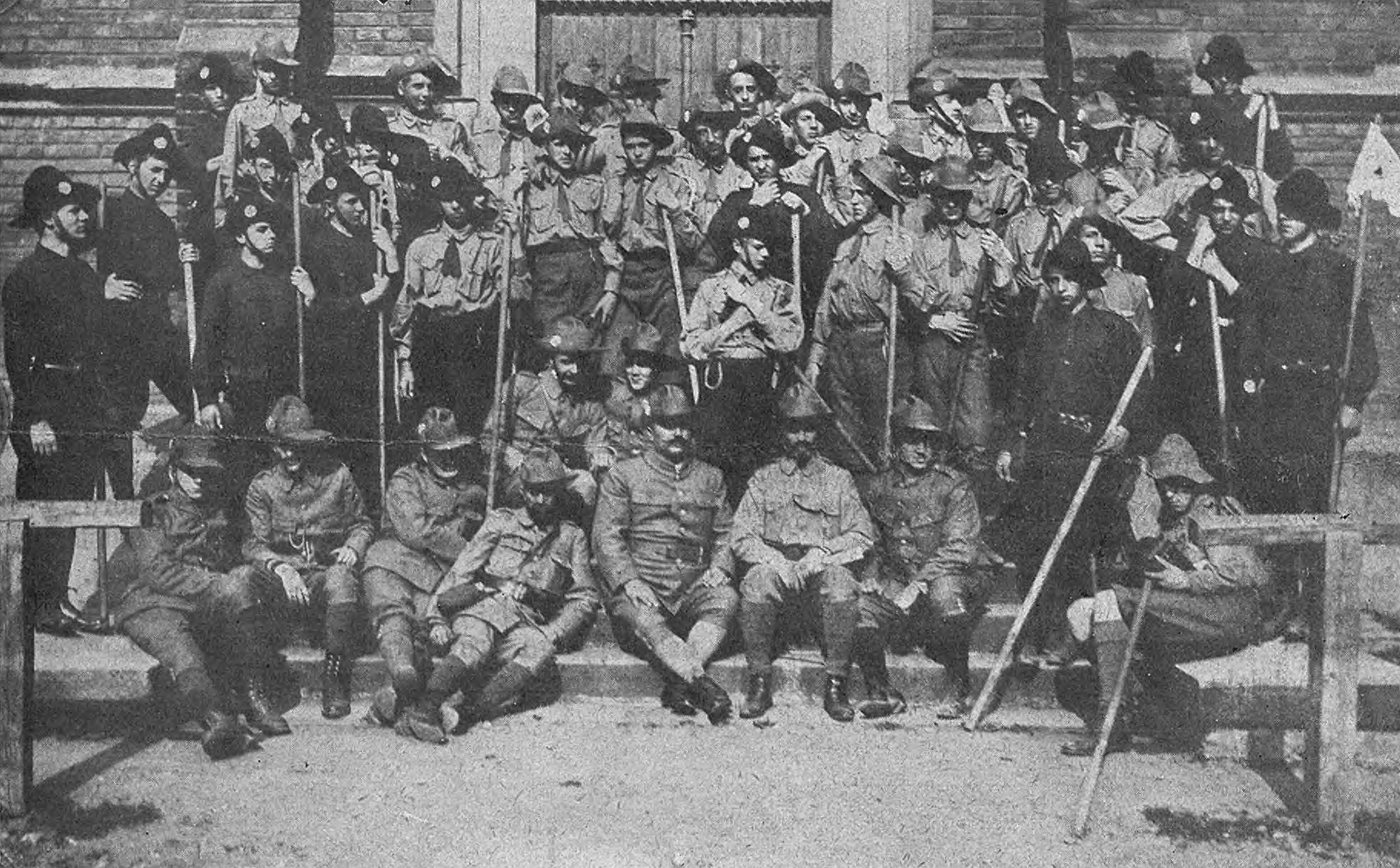
Polscy skauci w drodze na zlot w Birmingham (1913), w którym uczestniczyło kilku członków „Czarnej Jedynki”

1 Warszawska Drużyna Harcerska im. Romualda Traugutta „Czarna Jedynka” (później Szczep 1 Warszawskich Drużyn Harcerskich i Zuchowych „Czarna Jedynka” im. Romualda Traugutta) – jedna z najstarszych polskich drużyn harcerskich założona w 1911, od 1919 w Gimnazjum, a potem VI Liceum Ogólnokształcącym im. Tadeusza Reytana w Warszawie. Od 1918 jedna z drużyn Związku Harcerstwa Polskiego, od 1989 w strukturach Związku Harcerstwa Rzeczypospolitej. W 1957 roku przekształcona w szczep złożony z kilku drużyn, od 1964 również żeńskich. 
W 1981 roku szczep wszedł w skład Unii Najstarszych Drużyn Harcerskich Rzeczypospolitej.

## Historia

### Okres 1911–1920
Na przełomie 1910 i 1911 roku Stefan Pomarański założył w Gimnazjum Mariana Rychłowskiego w Warszawie konspiracyjną drużynę skautową, na której patrona wybrano Romualda Traugutta. Na znak żałoby po straceniu dyktatora powstania styczniowego harcerze 1 WDH nosili czarne chusty, stąd znani byli w Warszawie jako „Czarna Jedynka”. W latach 1911–1917 członkami drużyny byli m.in. Alojzy Pawełek, Zygmunt Pomarański, Wojciech Stpiczyński, Ignacy Wądołkowski, Stanisław Gliński, Aleksander Hauke-Nowak, Stanisław Luziński, Maksymilian Łebkowski, Stanisław Sienkiewicz i Henryk Niezabitowski. W 1913 roku kilku członków uczestniczyło w zlocie skautów w Birmingham. Część ówczesnych skautów „Czarnej Jedynki” walczyła później w Legionach Polskich i Legii Akademickiej, wstąpiła do Wojska Polskiego. 
W 1916 roku drużyna liczyła 6 plutonów, w 1917 roku 3 plutony po 3–4 zastępy w każdym, w styczniu 1918 jeden pluton, jesienią 1918 roku początkowo 5 plutonów, następnie 3 plutony (125 osób). W listopadzie 1918 roku, w okresie odzyskania przez Polskę niepodległości, harcerze 1 WDH patrolowali z bronią w ręku wyznaczoną im warszawską dzielnicę Powiśle. Wakacje 1920 roku drużyna spędziła na obozie pod Łomżą, lecz w połowie lipca „rozleciała się”, ponieważ wszyscy harcerze wstąpili do wojska, by walczyć z bolszewikami w wojnie polsko-bolszewickiej.

### Okres 1920–1939
W następnych latach działalność drużyny była coraz lepiej zorganizowana i 1 WDH wysunęła się na czołowe miejsce w Warszawskiej Chorągwi ZHP. W czasie wakacji 1927 roku założyła stały 40-dniowy obóz pod namiotami i szałasami w Morgownikach nad Narwią koło Nowogrodu. W czasie obozu uporządkowano zaniedbane mogiły bratnie studentów ochotników poległych w walkach z bolszewikami, a następnie uroczyście złożono hołd bohaterom. Do 1 WDH należało około jednej trzeciej uczniów Państwowego Gimnazjum im. Tadeusza Reytana (dawnego Gimnazjum Mariana Rychłowskiego), a drużynowymi byli podharcmistrzowie wychowankowie szkoły, studenci wyższych uczelni.
W 1927 roku powstała „Gromada Rekinów” jako zastęp starszoharcerski, a w 1928 roku Zrzeszenie Starszoharcerskie „Czarne Żubry”. Rozkazem Komendy Chorągwi Warszawskiej ZHP z dnia 16 lutego 1929 drużyna otrzymała nazwę „Czarnej Jedynki” i od tej chwili jej oficjalna nazwa brzmiała: Pierwsza Warszawska Drużyna Harcerska im. Romualda Traugutta „Czarna Jedynka”. W okresie dwudziestolecia międzywojennego członkami drużyny byli m.in. Czesław Foryś, Tadeusz Koszarowski, Julian Łukaszewicz, Tadeusz Ptaszycki i Jan Rolewicz.

### Okres od 1939 do współczesności

#### Lata 1939–1968
- 1939–1945 – w czasie okupacji niemieckiej uczniowie konspiracyjnego Gimnazjum im. Tadeusza Reytana utworzyli tajną drużynę harcerską „Czarna Jedynka”, walczyli w Szarych Szeregach i batalionie „Zośka”[7]. W konspiracji zbrojnej działali m.in. Andrzej Błędowski[23], Juliusz Bogdan Deczkowski[7], Jerzy Horczak[24], Tytus Karlikowski, Zbigniew Rosner i Mirosław Szymanik[7].
- 1945 – wznowienie jawnej pracy przez drużynę[25], która uczestniczyła w odgruzowywaniu Warszawy[26].
- 1949 – rozwiązanie drużyny przez harcerzy, ponieważ groziło jej wcielenie do Organizacji Harcerskiej Związku Młodzieży Polskiej[25].
- 1957 – 27 lutego 1957 roku „Czarną Jedynkę” reaktywowano[25]. Pierwszym drużynowym został nauczyciel geografii w Liceum im. Tadeusza Reytana, harcerz Stanisław Zawadzki „Zorro”[8] (właściwie Stanisław Rogala-Zawadzki, 1926–1987, dawny żołnierz Wojskowego Korpusu Służby Bezpieczeństwa i batalionu KB „Sokół”, odznaczony Krzyżem Walecznych)[27][28], a jego przybocznymi Andrzej Janowski „Soda" i Janusz Ankudowicz „Fernando”[8]. Jesienią 1957 roku powstał szczep złożony z dwóch drużyn; na jego czele stanął Stanisław Zawadzki[8], a Andrzej Janowski i Janusz Ankudowicz zostali drużynowymi[29].
- 1957–1962 – harcerze „Czarnej Jedynki” uczestniczyli w akcji Warmia i Mazury[29], współorganizowanej przez Andrzeja Janowskiego[8]. Według Ładysława Nekandy-Trepki, maturzysty z 1959 roku: „To była inicjatywa starszoharcerskiej drużyny akademickiej. Chodziło o odbudowywanie strat, które poniosła Polska na skutek działania komunistów i SB, chodziło o przekonywanie autochtonów do polskości. Jeździliśmy tam, by pomagać w pracach polowych, ja sam jednego roku prowadziłem we wsi przedszkole, organizowaliśmy ogniska, chodziliśmy czwórkami do kościoła”[25].
- 1962 – drużyna początkowo została rozwiązana, a następnie reaktywowana jesienią 1962 roku przez trzech maturzystów z 1960 roku, Marka Barańskiego, Lesława Dmowskiego i Jerzego Kijowskiego[29]. Według relacji Marka Barańskiego: „Doszliśmy do wniosku, że zmienia się tak sytuacja w harcerstwie, że prowadzenie drużyny jest niemożliwe. Zmieniał się system, wprowadzano te metody Kuronia, walterowskie i nam się to tak nie podobało, że rozwiązaliśmy drużynę. A po roku doszedłem do wniosku, że można prowadzić drużynę. Z Jerzym Kijowskim odtworzyliśmy drużynę. (...) Wewnątrz drużyny czuliśmy się tak, jakby nie było komunizmu”[25]. W „Czarnej Jedynce” w konspiracji przed władzami zachowano dawne stopnie harcerskie i surowe kryteria ich zdobywania[29].
- ok. 1963 – stworzono krąg „Piklingi”, w którym działali Janusz Kijowski i Grzegorz Tsu[29].
- 1968 – wyremontowano pełnomorski jacht „Zjawa”, po czym odbył się rejs po Adriatyku[25] (w sierpniu 1970 roku, z udziałem drużyny żeglarskiej „Wiking”)[29].

Pod koniec lat 60. w ramach „Czarnej Jedynki” zaczęły działać Harcerska Rozgłośnia Muzyczna, współzałożona przez Przemysława Gintrowskiego (z rockowymi audycjami muzycznymi nadawanymi przez głośniki), Klub Motorowy (z własną „nyską” i motocyklami) oraz kluby krótkofalowców SP5KOH i SP5ZHM. W tym okresie drużyną kierowała grupa instruktorów: Marek Barański, Janusz Kijowski, Wojciech Onyszkiewicz (przyszły członek KOR-u), Piotr Naimski (przyszły członek KOR-u) i Antoni Macierewicz (przyszły członek KOR-u), którzy działalność harcerską łączyli z działalnością skierowaną przeciwko PZPR i uzależnieniu PRL od ZSRR. Środowisko „Czarnej Jedynki”, w przeciwieństwie do działającej równolegle grupy „komandosów”, szukało swych korzeni w tradycji podziemia niepodległościowego, cechował je zdecydowany antykomunizm oraz niechęć do rewizjonizmu i tradycji z nim związanej.

#### Lata 1968–1976. „Gromada Włóczęgów”
W 1968 roku wymyślono nową koncepcję pracy, której autorami byli Janusz Kijowski, Antoni Macierewicz i Wojciech Onyszkiewicz, i stworzono tak zwaną „Gromadę Włóczęgów” (według Wojciecha Fałkowskiego współzałożycielem „Gromady” był także Andrzej Celiński). „Gromada Włóczęgów” miała spełniać trzy funkcje: kręgu starszoharcerskiego przygotowującego instruktorów dla drużyny i wypracowującego koncepcje jej działania, klubu dyskusyjnego, środowiska skupiającego młodzież opuszczającą drużynę. „Gromada Włóczęgów” była wzorowana na podobnych kręgach harcerskich działających przed wojną, m.in. w 13 Wileńskiej Drużynie Harcerskiej.
Spotkania „Gromady”, odbywające się poza terenem szkoły, rozpoczęły się w 1969 roku. Każdy członek „Gromady” mógł wprowadzić jeszcze jedną osobę, zapraszano też niektórych nauczycieli. Aktywnymi członkami „Gromady” byli w tym okresie Jerzy („Kij”) Kijowski (fizyk, starszy brat Janusza), Andrzej Celiński, socjolog, Michał Kulesza („Kuszelas”), prawnik, autor projektu reformy samorządowej, Piotr Naimski, biochemik, Wojciech Onyszkiewicz, historyk. Rolę moderującą odgrywał przez cały czas istnienia „Gromady” Andrzej Janowski. Tematyka spotkań obejmowała problemy społeczne i polityczne nurtujące młodzież i młodą inteligencję w końcu lat 60. oraz różne zagadnienia z dziedziny socjologii, psychologii czy literatury. Jedną z pierwszych akcji „Gromady” było oddawanie krwi dla robotników Wybrzeża po wydarzeniach Grudnia 1970.
W swoim najlepszym okresie „Gromada” liczyła ok. 150 osób i była jedynym z nielicznych w owym czasie miejsc swobodnej wymiany myśli. Najaktywniejsi członkowie z lat 1969–1976 to Marek Barański (historyk), Ludwik Dorn (socjolog), Urszula Doroszewska (socjolog, od 2008 ambasador RP w Gruzji), Wojciech Fałkowski (historyk, w latach 1975–1977 nauczyciel u Reytana, szkolny opiekun harcerstwa), Dariusz Kupiecki (informatyk, redaktor „Robotnika”), Krzysztof Łączyński (filolog). Tematy niektórych spotkań: Co robić nad Wisłą? (Jan Strzelecki), System oświaty w Polsce i jego nowa reforma (Anna Radziwiłł i Ireneusz Gugulski), Inteligencja między nijakością a pragmatyzmem (Tadeusz Mazowiecki), Współczesny neokonserwatyzm (Marcin Król), Formy aktywności młodzieży (Aleksander Kamiński), a także Młoda poezja polska (Jacek Bierezin i Witold Sułkowski), Psychoterapia i jej znaczenie społeczne (Jacek Jakubowski), Ruch walterowski w ZHP (Seweryn Blumsztajn). Według wspomnień Marka Barańskiego i Janusza Kijowskiego na przełomie lat 60. i 70. XX wieku „parasol ochronny” nad działalnością „Czarnej Jedynki” roztaczał Stanisław Wojciechowski, dyrektor Liceum im. Tadeusza Reytana w latach 1953–1974, były oficer AK. Harcerzy wspierał również nauczyciel polonista Ireneusz Gugulski.
Działalność „Gromady Włóczęgów” została zawieszona przez władze w grudniu 1971 roku, gdy na spotkanie w Zalesiu Dolnym koło Warszawy wkroczyła Służba Bezpieczeństwa, jednak reaktywowano ją w 1972 roku. W latach 1972–1976 komendantką kręgu instruktorskiego „Gromada Włóczęgów” była Halina Wiśniewska, okazująca pomoc harcerzom „Czarnej Jedynki”. W tym okresie szczep składał się z trzech drużyn męskich i trzech drużyn żeńskich, w każdej po około 22–25 harcerzy, łącznie prawie 150 osób. Od 1975 roku „Gromada Włóczęgów” działała jako klub dyskusyjny, a jej spotkania były organizowane przez Wojciecha Onyszkiewicza i Wojciecha Fałkowskiego.
Po stłumieniu protestów robotników w Czerwcu 1976 środowisko „Czarnej Jedynki” podjęło akcję pomocy dla rodzin aresztowanych. Pomoc w Ursusie organizowali Marcin Gugulski, Dariusz Kupiecki i Wojciech Onyszkiewicz. Na procesy do Radomia jeździli Andrzej Celiński, Antoni Macierewicz i Ludwik Dorn. Akcja bardzo szybko się rozszerzała, obejmując nowe środowiska. Instruktorzy „Czarnej Jedynki” dążyli do zinstytucjonalizowania pomocy niesionej prześladowanym. 11 września 1976 roku Macierewicz, Naimski i Onyszkiewicz opracowali wstępną wersję dokumentu powołującego Komitet Obrony Robotników. W 1976 roku „Gromada Włóczęgów” została rozwiązana za zaangażowanie instruktorów w pomoc osobom prześladowanym za protesty robotnicze. Nastąpiło to po wkroczeniu Służby Bezpieczeństwa w grudniu 1976 roku na spotkanie dyskusyjne na temat reformy oświaty odbywające się na warszawskim Żoliborzu. Było to ostatnie spotkanie „Gromady”.

#### Okres po 1976
Po 1976 roku w „Czarnej Jedynce” działali m.in. Adam Bajerski, Krzysztof Bardski, Michał Cichy, Jerzy Haszczyński, Piotr Marciniak, Paweł Milcarek, Maciej Radziwiłł, Tomasz Sianecki i Paweł Strzelecki. W 1981 roku, w okresie tzw. karnawału Solidarności, krąg instruktorski „Piklingi” organizował dyskusje na tematy związane z harcerstwem, życiem politycznym, filmem (np. o filmie Jak żyć w reżyserii Marcela Łozińskiego). W 1989 roku, w okresie transformacji systemowej w Polsce, „Czarna Jedynka” wystąpiła ze Związku Harcerstwa Polskiego i weszła w skład struktur Okręgu Mazowieckiego Związku Harcerstwa Rzeczypospolitej. Na początku XXI wieku działała w warszawskich dzielnicach Wilanów i Ursynów. W 2008 roku w Wilanowie powstała 1 Warszawska Drużyna Harcerzy, a w 2012 roku 1 Warszawska Drużyna Harcerek (pierwotnie utworzona w połowie lat 60. XX wieku przy VI Liceum Ogólnokształcącym im. Tadeusza Reytana w dzielnicy Mokotów). Członkami 1 Warszawskiej Drużyny Harcerzy mogli zostać chłopcy od IV klasy szkoły podstawowej do II klasy gimnazjum (harcerze młodsi).
W 2011 roku jedna z drużyn szczepu, 1 Warszawska Drużyna Wędrowników „Czarni Bracia”, utworzona w 2010 roku (harcerze starsi od 16 roku życia, wędrownicy), działała w VI Liceum Ogólnokształcącym im. Tadeusza Reytana. W 2011 roku w parku im. Romualda Traugutta w Warszawie odbyły się uroczystości z okazji stulecia istnienia „Czarnej Jedynki” (w tym samym miejscu odbyły się również uroczystości z okazji 60-lecia istnienia drużyny w 1971 roku). W 2013 roku 1 Warszawska Drużyna Harcerzy liczyła ponad 20 harcerzy, skupionych w czterech zastępach. W 2013 roku zajęła IV miejsce w Turnieju Drużyn Puszczańskich o tytuł najlepszej drużyny w Polsce. W 2016 roku szczep uczestniczył w obozie wędrownym z Gołdapi do Wilna. W 2023 roku został odnotowany na liście drużyn należących do Unii Najstarszych Drużyn Harcerskich Rzeczypospolitej jako nieistniejący.

## Członkowie „Czarnej Jedynki”
Instruktorami i wychowankami „Czarnej Jedynki” byli znaczący przedstawiciele świata polityki i pracy państwowej, nauki, kultury, mediów i sportu, lekarze, nauczyciele i przedsiębiorcy, oficerowie i kapłani, działacze samorządowi i społeczni.

## Niektórzy komendanci „Czarnej Jedynki”
- Stefan Pomarański – założyciel i komendant drużyny od przełomu 1910 i 1911[10] do wiosny 1913[14]
- Alojzy Pawełek – zastępowy (1911), plutonowy (1912), drużynowy[44]
- Stanisław Gliński – komendant w 1915[14]
- Henryk Niezabitowski – komendant w 1916[15]
- Czesław Foryś – komendant w latach 1923–1925[14]
- Tadeusz Ptaszycki – komendant w latach 1927–1929 i 1931–1933[21]
- Andrzej Janowski – komendant od ok. 1958 roku w końca 1959 roku[8][45]
- Marek Barański – komendant na początku lat 60. XX wieku[25]
- Jerzy Kijowski – komendant w latach 1963–1968[46][34]
- Michał Kulesza – komendant na przełomie lat 60. i 70. XX wieku[34]
- Janusz Kijowski – komendant na przełomie lat 60. i 70. XX wieku[47]
- Jacek Kossut – komendant na przełomie lat 60. i 70. XX wieku[34]
- Piotr Naimski – komendant w latach 1971–1972[48]
- Wojciech Onyszkiewicz – komendant w latach 1972–1973[37]

## Wspomnienia o „Czarnej Jedynce”
Materiały wspomnieniowe o „Czarnej Jedynce” są przechowywane w zbiorach Muzeum Harcerstwa w Warszawie („Zespół wspomnień i historii lokalnych”, sygn. MHAR/ZHL/178 oraz MHAR/ZHL/389). „Czarna Jedynka” stała się również tematem książek o charakterze wspomnieniowym:
- Andrzej Janowski, Harcerstwo wpisane w życiorys, Niezależne Wydawnictwo Harcerskie, Warszawa 2015, ISBN 978-83-940568-3-4
- Justyna Błażejowska, Harcerską drogą do niepodległości. Od „Czarnej Jedynki” do Komitetu Obrony Robotników. Nieznana historia KOR-u i KSS „KOR” (zbiór wspomnień), Wydawnictwo Arcana, Kraków 2016, ISBN 978-83-65350-12-1
- Marek Barański, Wspomnienia 1943–1989, Państwowy Instytut Wydawniczy, Warszawa 2020, ISBN 978-83-8196-136-3